# 青苗國際雙語學校
青苗国际双语学校（Beanstalk International Bilingual School，簡寫BIBS) ，是位於中國北京市的一間國際學校系統，招收的學生對象年齡介於學前班至K-12之間。由青苗教育集团所管理，最初是1998年由中国国际青年交流中心1993年开始举办的儿童英语训练班演化而来的一間幼稚園，2002年创办青苗国际双语学校。

## 学制

### 青苗国际幼儿园
- 2-3岁（幼、小班）
- 3-4岁（中班）
- 4-5岁（大班）

### 青苗国际双语学校
- 小学阶段（至5年级）
- 初高中阶段（6年级-12年级）

## 校区

### 京内
- 阳光上东校区（2002年-）
- 顺义天竺校区（2014年-）
- 朝阳常营校区（2014年-）
- 海淀四季青校区（2019年-）
- 怀柔校区（2021年-）

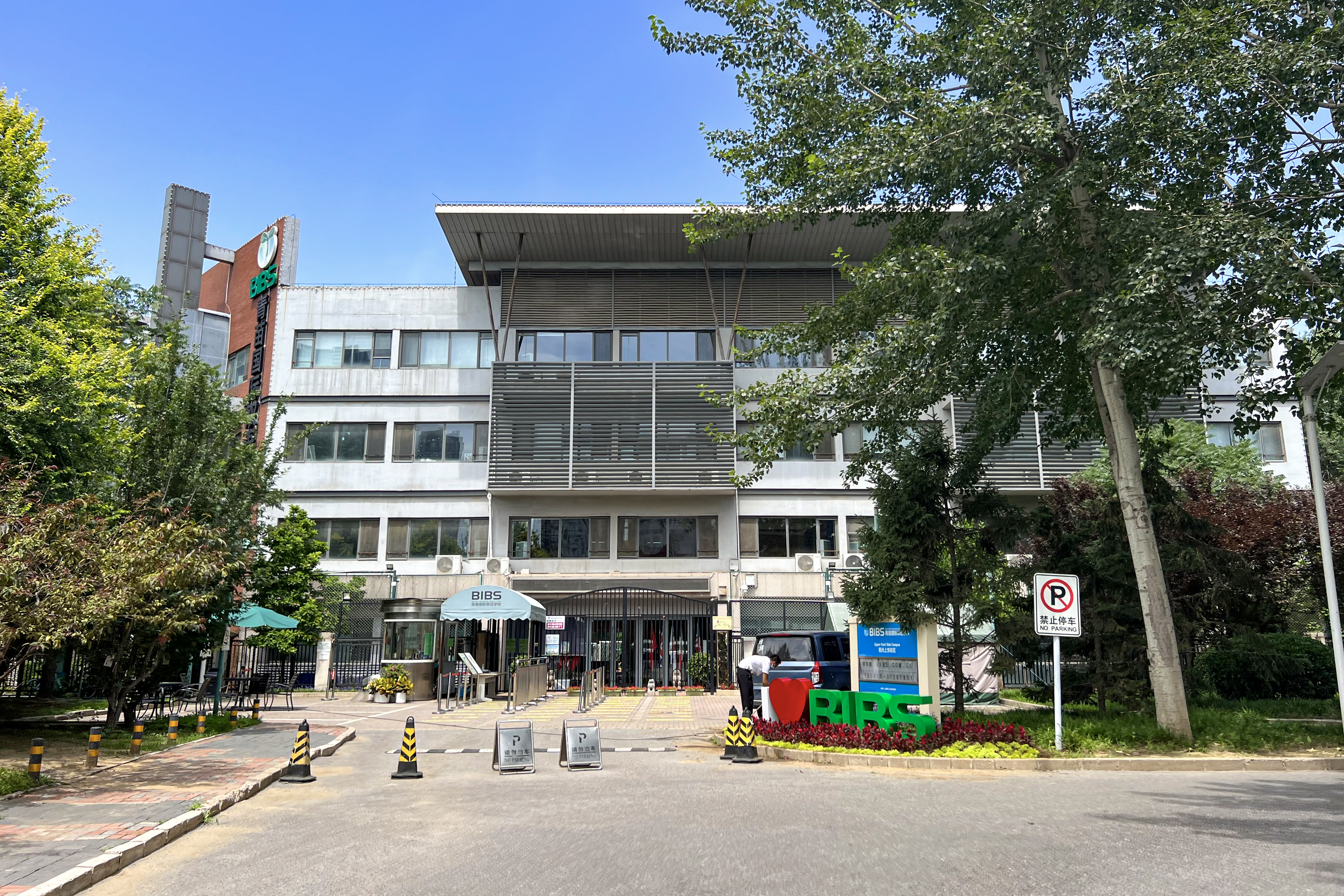
青苗学校朝阳阳光上东校区
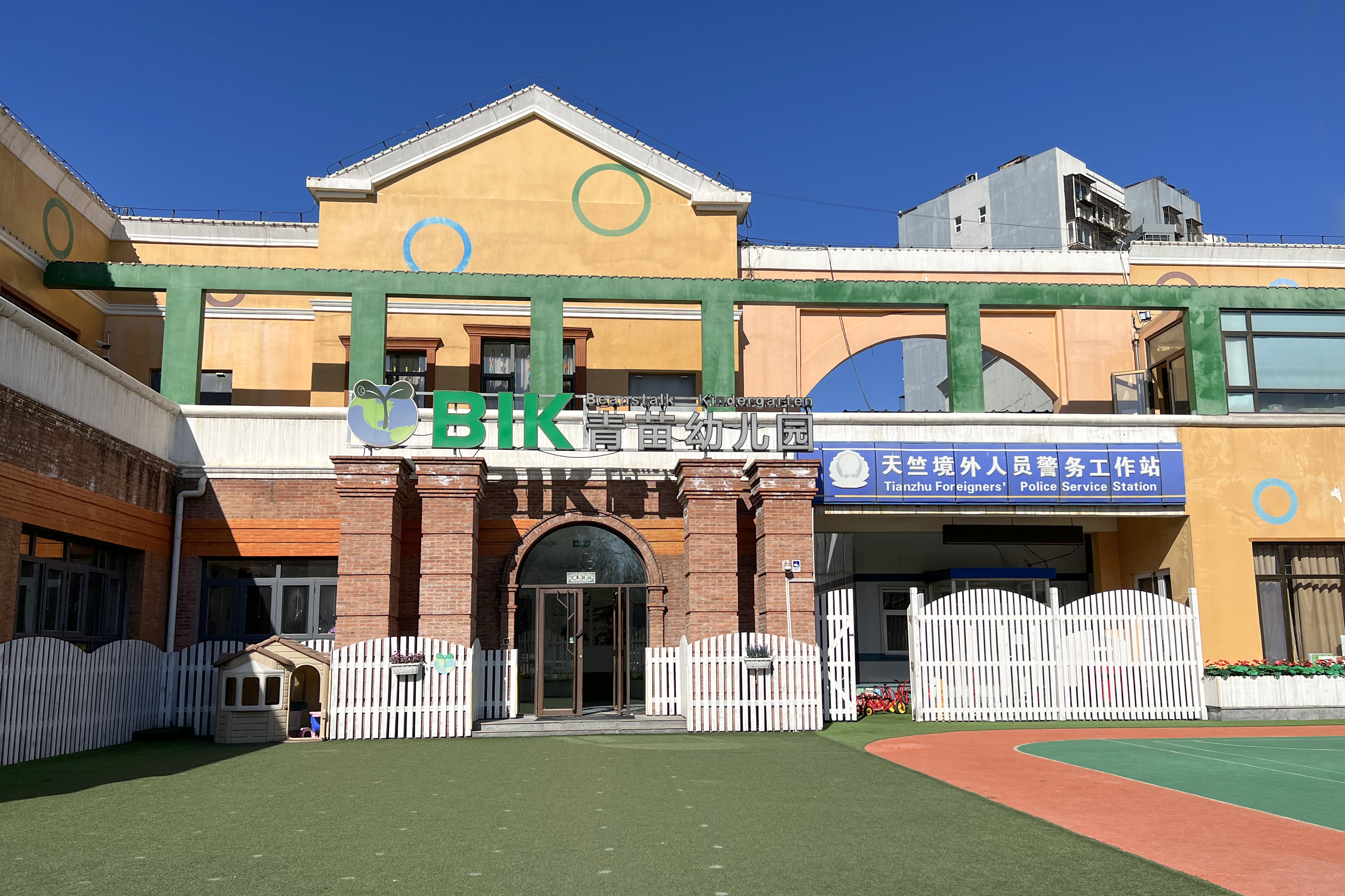
青苗幼儿园顺义天竺校区
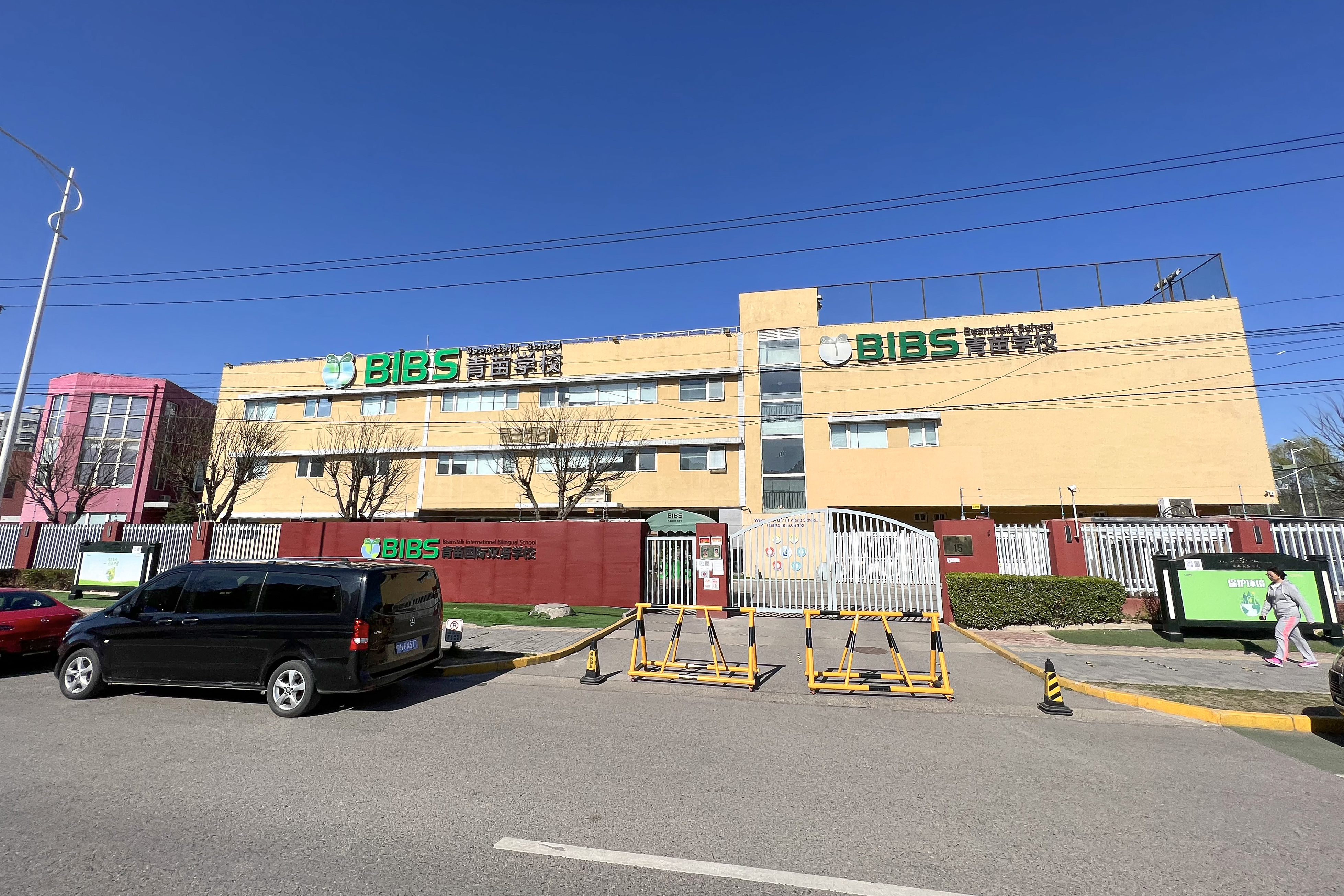
青苗学校顺义天竺校区
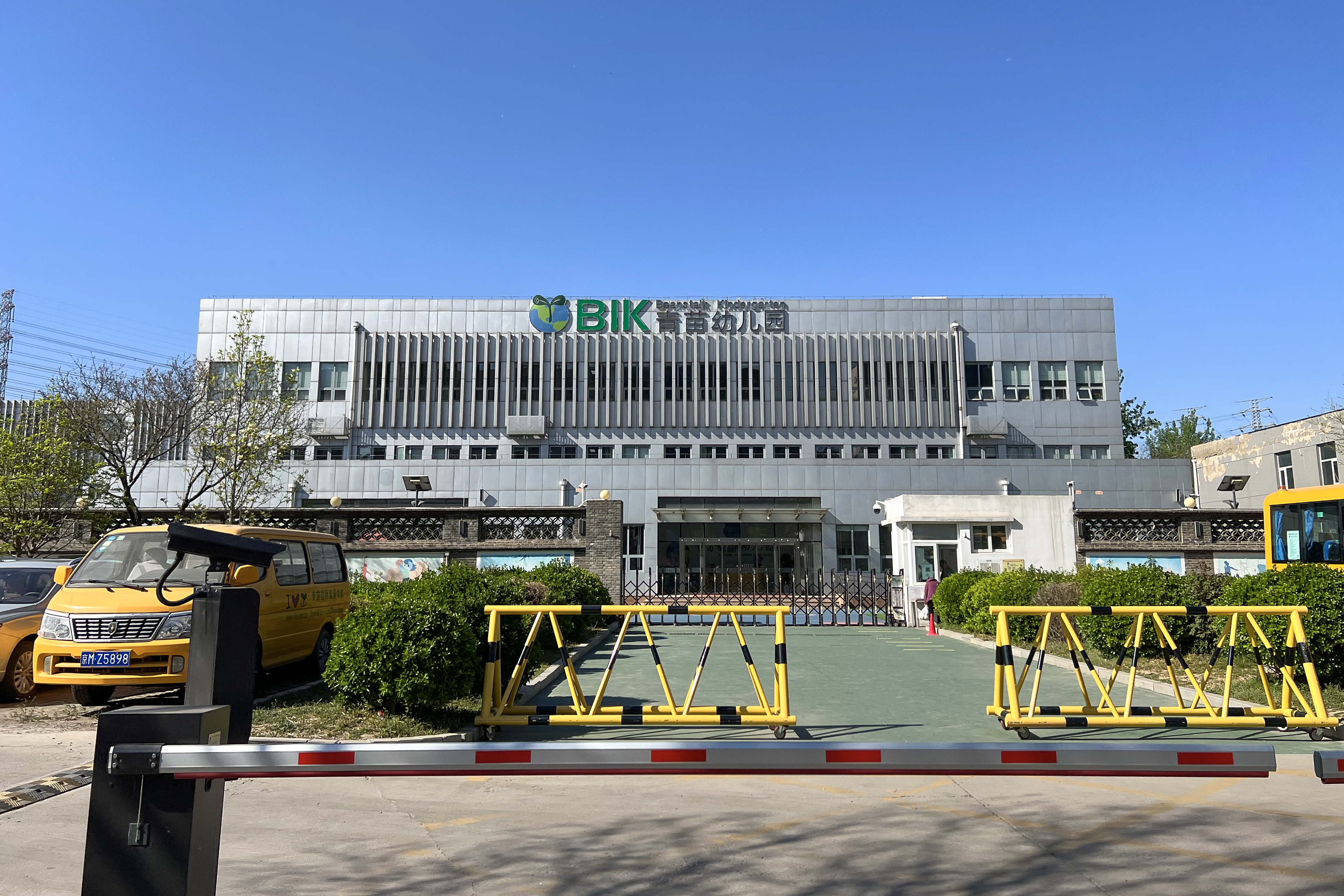
青苗幼儿园常营校区
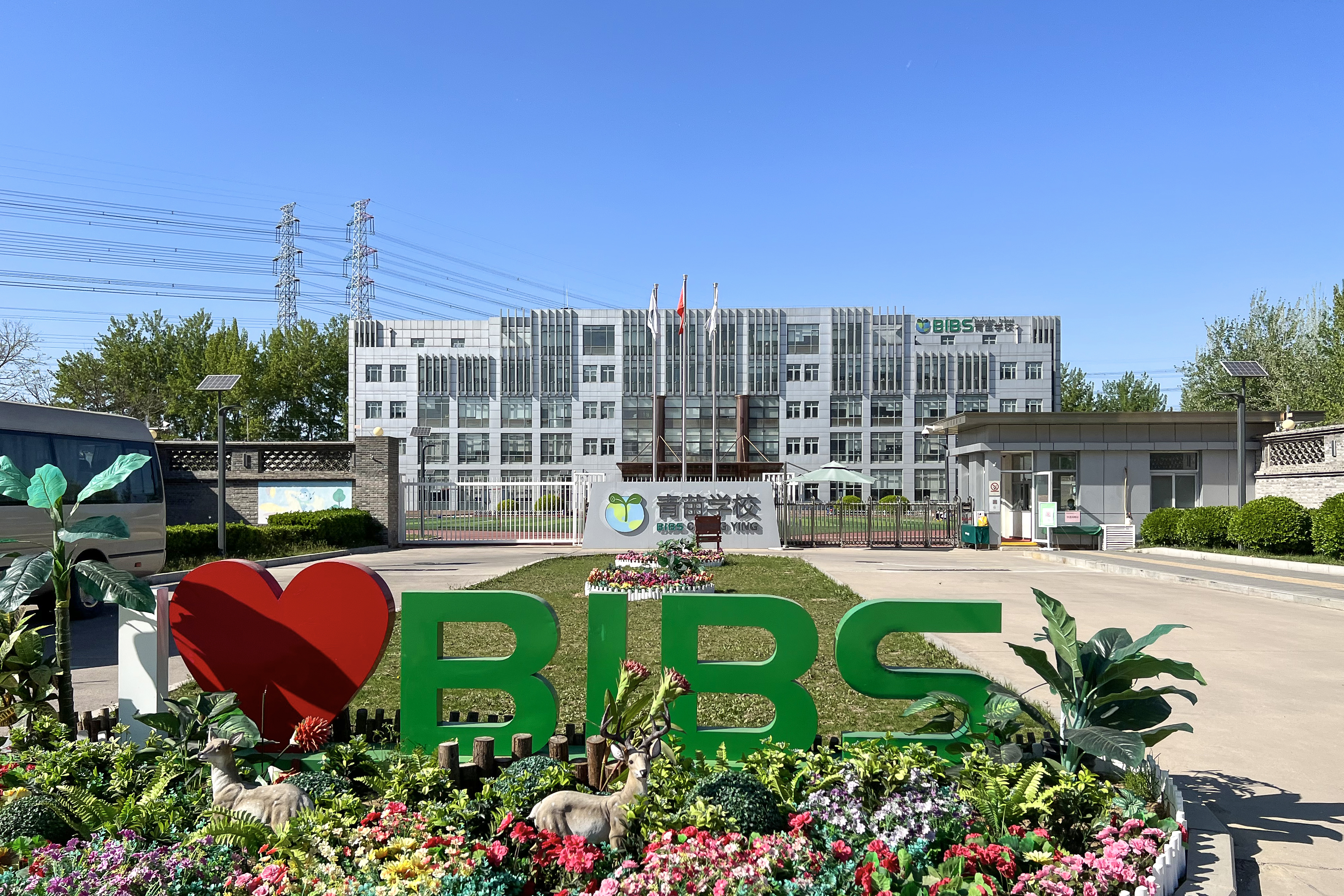
青苗学校常营校区
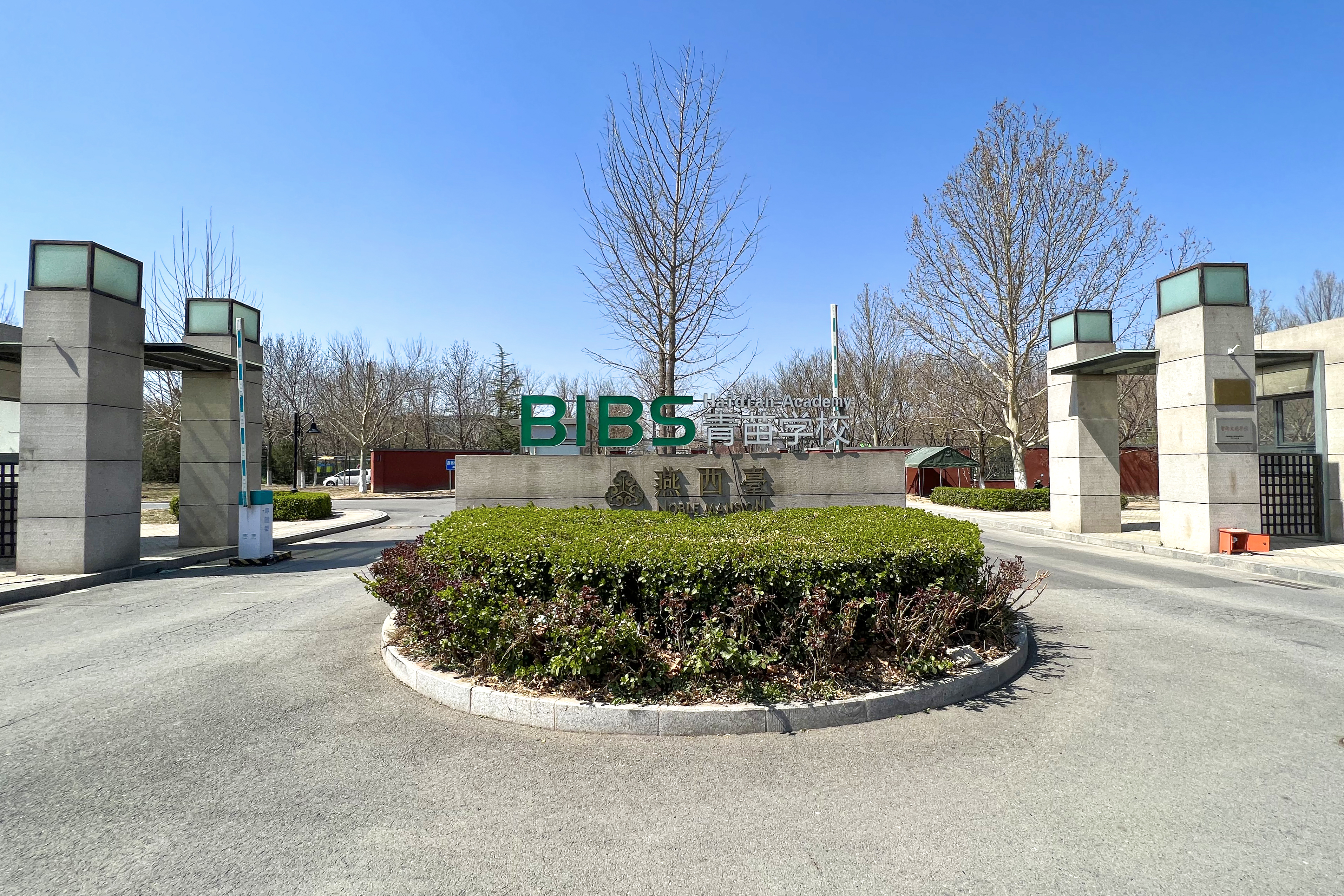
青苗学校海淀校区
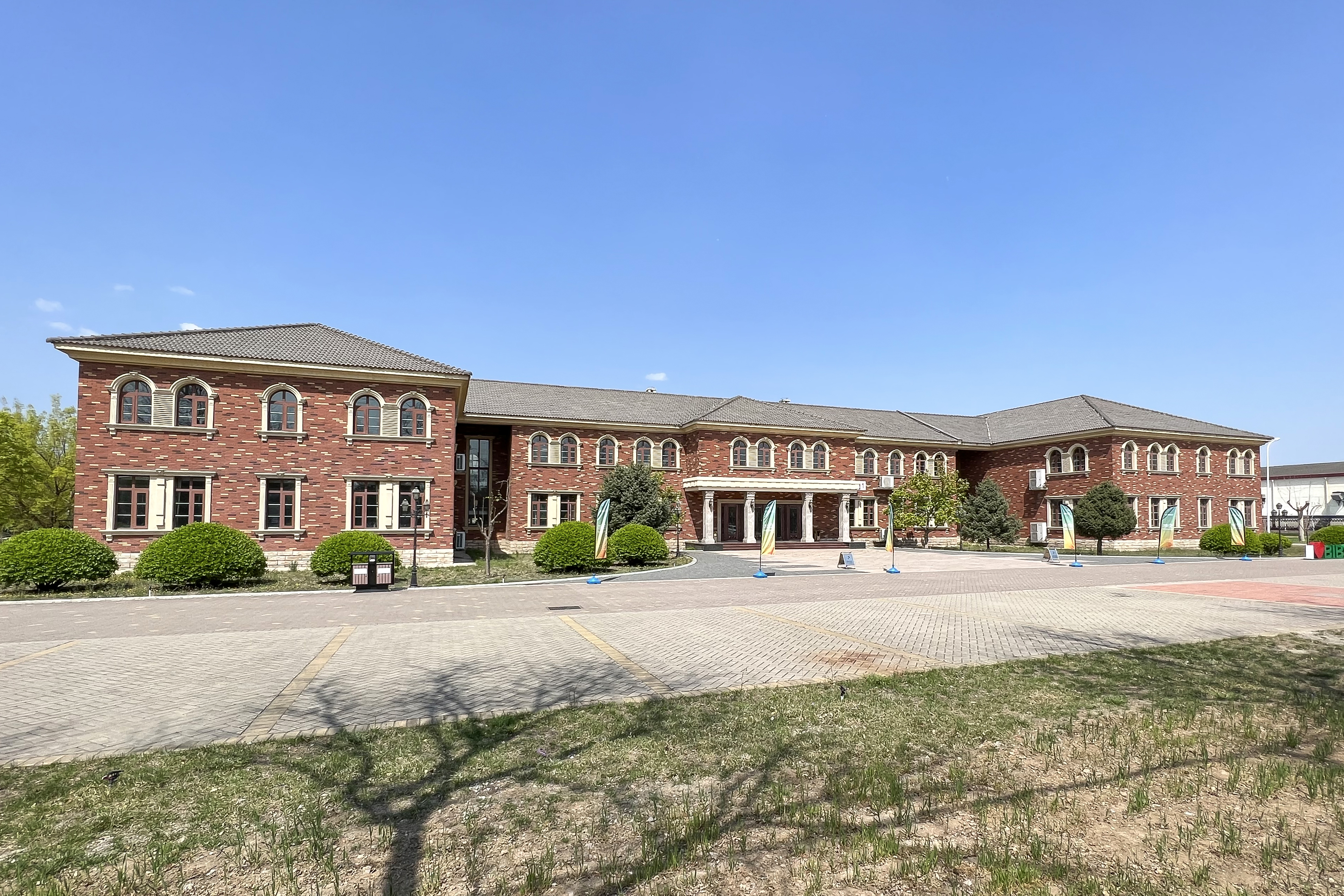
青苗国际双语学校怀柔校区

### 外埠
- 成都校区（2016年-）
- 昆明校区（2016年-）
- 威海校区（2021年-）

## 外部連結
- （简体中文） 青苗國際雙語學校
- （英文） 青苗國際雙語學校